# NGC 300
NGC 300（Caldwell 70）は、ちょうこくしつ座の方角にある渦巻銀河である。局所銀河群に最も近い銀河の1つで、恐らく我々とちょうこくしつ座銀河群の間に位置する。ちょうこくしつ座銀河群の方角に見える5つの主な渦巻銀河のうちで最も明るい。地球から見ると42度傾いており、さんかく座銀河と多くの共通の性質を持つ。

## 近隣の銀河と銀河群
NGC 300と不規則銀河NGC 55は、伝統的に近隣の銀河群の1つであるちょうこくしつ座銀河群に属するとされる。しかし、近年の距離の測定により、これら2つの銀河は、実際はずっと近くに位置していることが示唆されている。NGC 300とNGC 55は、重力的に結びついた対を作っていると考えられている。

## 距離の推定
1986年、アラン・サンデージは、NGC 300までの距離を541万光年（166万パーセク）と推定した。1992年までにこの値は、フリードマンらによって690万光年（210万パーセク）に更新された。2006年には、カラチェンチェフらによって7.0±0.3百万光年（2.15±0.10百万パーセク）に改訂された。ほぼ同じころ、tip of the red giant branch (TRGB)法によって、5.9±0.4百万光年（1.82±0.13百万パーセク）、特に6.1±0.4百万光年（1.84±0.12百万パーセク）と推定された。これらの結果は2005年のギーレンらによるケフェイド変光星の近赤外線測光法による推定値6.1±0.2百万光年（1.88±0.07百万パーセク）とほぼ一致した。さらに近年では、TCGB法とケフェイド変光星の測光法を組み合わせて、6.07±0.23百万光年（1.86±0.07百万パーセク）と推定されている。

## NGC 300-OT
2008年5月14日に撮影されたCCDの画像から、アマチュア天文学者のベルト・モナードは、NGC 300の中に興味深く明るい可視光突発天体 (optical transient、OT)を発見し、NGC 300-OTと名付けた。これは、赤経00h 54m 34.552s、赤緯37°38′31.79″で、活発な星形成が起こっている渦状腕の中に位置している。画像の中では14.3等級であった。NGC 300が太陽の後から再び姿を現した直後の2008年4月24日に撮影された画像では、NGC 300-OTの明るさは、16.3等級以下だった。また、2008年2月8日の画像やそれ以前の画像では、明るさは確認できなかった。可視光突発天体のピークの明るさは、2008年5月15日の14.69等級であった。
発見時点で、可視光突発天体の絶対等級はMV ≈ 13で、典型的なII型超新星と比べて暗かったが、新星よりは明るかった。さらに、測光学的、分光学的性質は、これが高光度青色変光星でもないことを示していた。ピーク以降、明るさは2008年9月まで滑らかに減少し、また赤くなっていった。2008年9月以降は、可視光の明るさの減り方は緩やかになったが、強いHαの輝線を持っていた。さらに、可視光のスペクトルはほぼバルマー系列の水素とCa IIの輝線、強いCa II H&Kの吸収線から形成されている。かつてのハッブル宇宙望遠鏡の画像の解析により、祖先となる恒星の正確な上限の明るさが決定され、低質量の主系列星がいっかくじゅう座V838星のように恒星同士の融合爆発を起こしていることが推測された。NGC 300-OTが発見されたエリアのかつての分析により、70%の確からしさで、祖先となる恒星は、800万年から1,300万年前に爆発し、その質量は太陽質量の12倍から25倍であったと推定された。
しかし2008年、かつてのスピッツァー宇宙望遠鏡の画像から、明るい中赤外線を発する恒星がこの可視光突発天体の位置に発見された。この恒星は塵に隠され、R ≈ 300天文単位、T ≈ 300 K、Lbol ≈ ×106 L⊙の黒体のアナログであった。これは、この可視光突発天体は、10太陽質量以下の低質量の恒星のエネルギー爆発と関係していることを意味する。可視光突発天体のII型超新星と比べた光度の小ささ、スペクトルの性質、塵に覆われている点等から、NGG 6946のSN 2008Sに近いものだと考えられている。
スピッツァー宇宙望遠鏡で観測したNGC 300-OTのスペクトルは、8μmと12μmのところに太く強い輝線を示した。このような性質は、炭素星の原始惑星状星雲でも見られる。

## SN 2010da
2010年5月23日、モナードは16等級の別の可視光突発天体を発見し、後にSN 2010daと名付けられた。この可視光突発天体は、銀河の中心から西に15″8、北に16″8ずれ、00 55 04.86 -37 41 43.7の座標にあった。
その後の2つの独立した分光学的データにより、これは超新星というよりは、LBVのアウトバーストであると考えられた。その後、9日間で0.5から0.7等級暗くなった。

## 連星ブラックホール系
NGC 300の中心のX線源は、NGC 300 X-1と名付けられた。NGC 300 X-1は、IC-10 X-1と似た新しい種類のウォルフ・ライエ星ブラックホール連星系だと考えられている。両者に共通の性質としては、30時間以下の軌道周期や1×1038erg以下のX線の明るさがある。

## ギャラリー

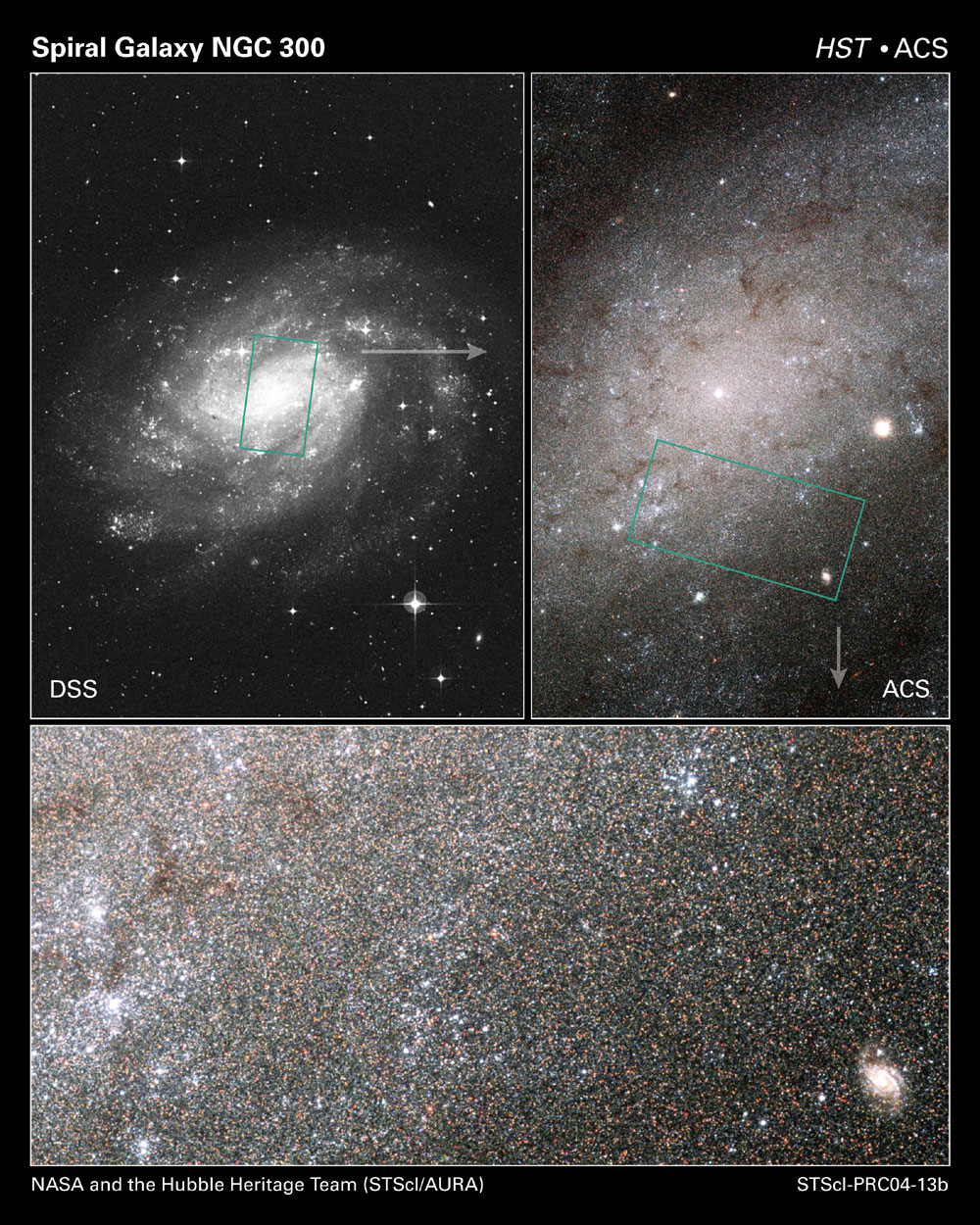
ハッブル宇宙望遠鏡による画像
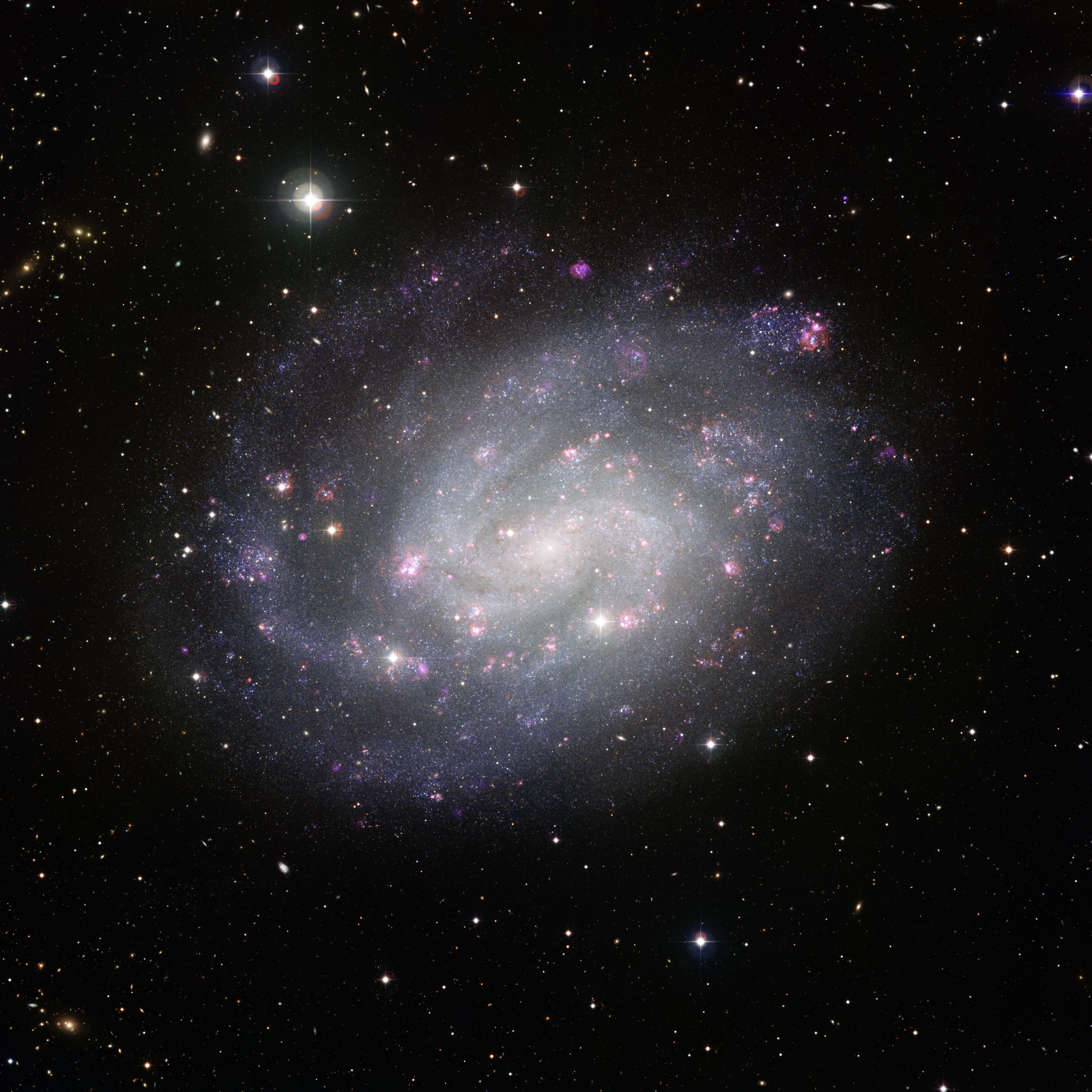
ラ・シヤ天文台の広視野カメラによる画像[18] Credits: ESO
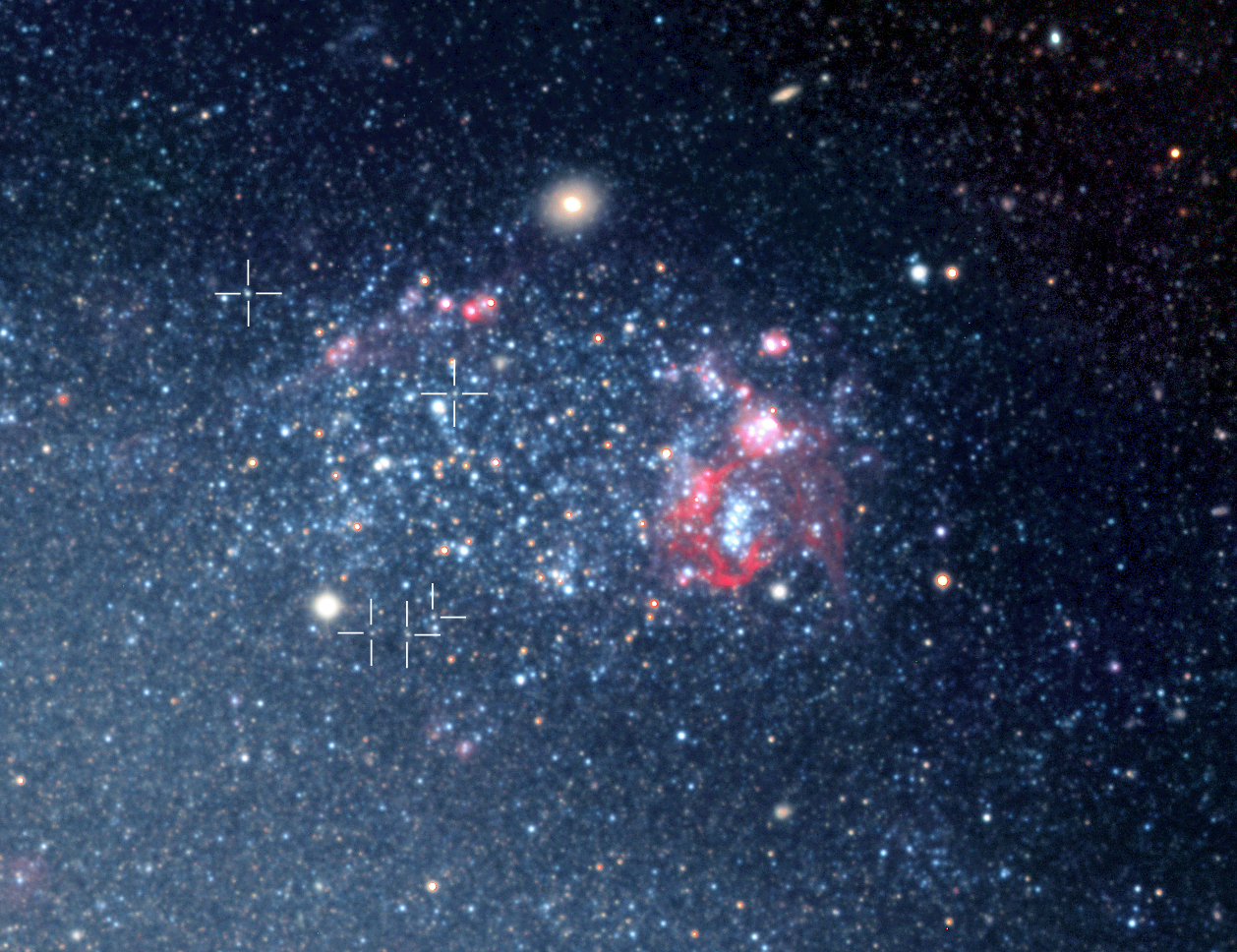
NGC 300のケフェイド変光星Credits: ESO
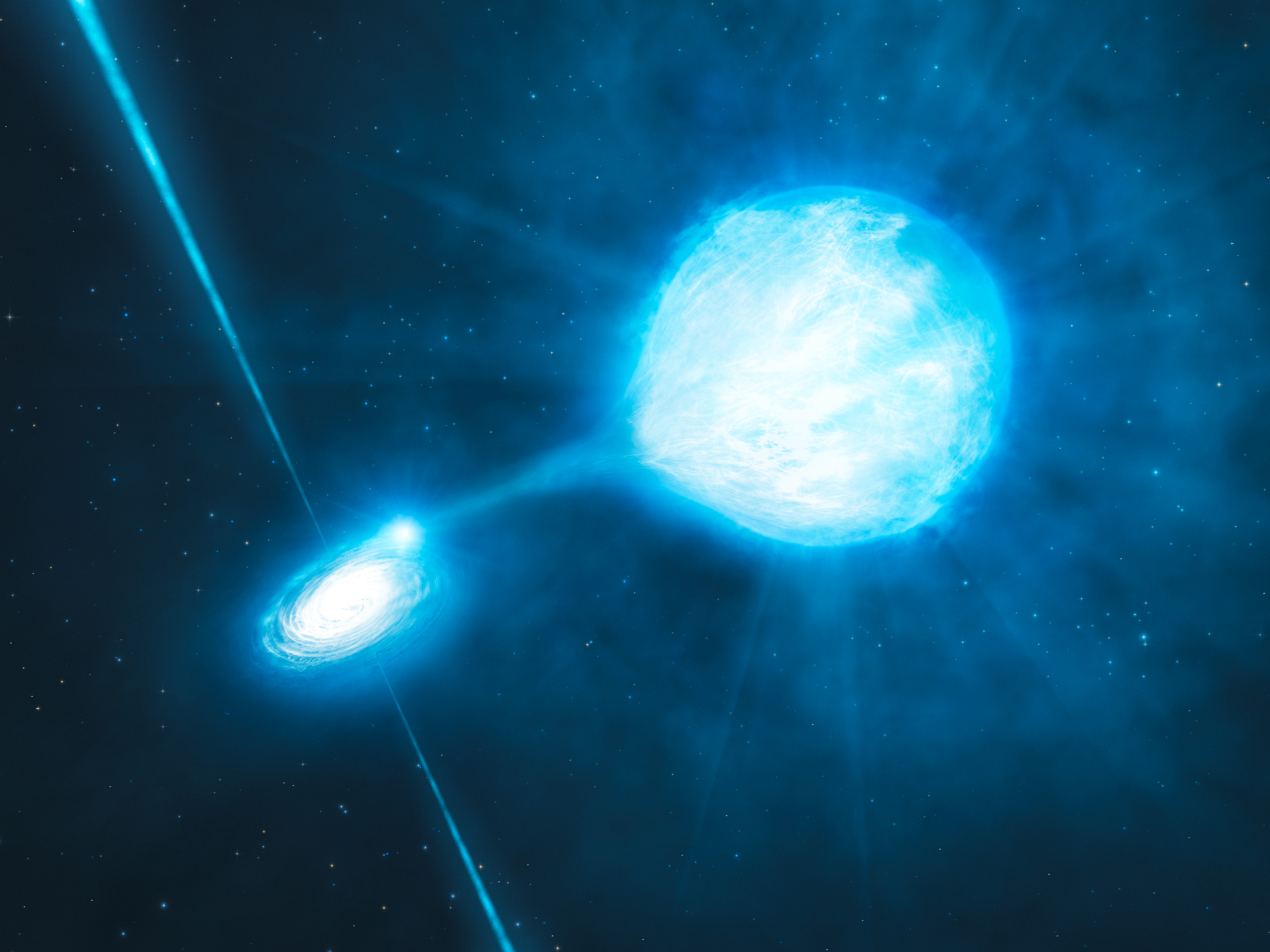
NGC 300に存在する恒星ブラックホールのイメージ図 Credit: ESO/L. Calcada